# Chlorophthalmus atlanticus
Chlorophthalmus atlanticus is een straalvinnige vissensoort uit de familie van groenogen (Chlorophthalmidae). De wetenschappelijke naam van de soort is voor het eerst geldig gepubliceerd in 1953 door Max Poll.